# Босенко Василь Васильович
Васи́ль Васи́льович Босе́нко (нар. 18 березня 1945, село Червона Мотовилівка Фастівський район Київська область) — український живописець, графік, майстер плакату. Член Національної спілки художників України (1986).

## Життєпис
Народився 18 березня 1945 року в селі Червона Мотовилівка (нині — Мотовилівка), Фастівського району Київської області.
1979 року закінчив факультет графіки Київського художнього інституту (нині — Національна академія образотворчого мистецтва і архітектури). Викладач за фахом — Олександр Ворона. У 1980—1987 роках працював на кафедрі малюнка цього ж інституту.
У 1980—1987 роках — працював у видавництвах «Політвидав України» та «Агітплакат».
Згодом на творчій роботі. Бере участь у збірних міських, всеукраїнських та міжнародних виставках образотворчого мистецтва та конкурсах плаката з 1975 року.
Є автором герба і прапора Київської області (1999).
Є членом журі «INSHE ART» II—VI Міжнародного «Конкурсу без кордонів».

## Твори
плакати
- «Мир, дружба, взаємодопомога» (1982);
- «Майбутнє планети — в руках молоді!» (1985);
- «Спасибі, хлібодари!» (1985);
- «Пам'ятай — багатства землі не безкінечні!» (1986);
- «Творення проти озброєння» (1986);
- «Вітчизни син — Вітчизни захисник» (1986);
- «SOS! SOS! SOS!» (1989);
- «П'яний за кермом — злочинець!» (1980-ті);
- «А мама ж казали: „Покинь!“ з серії „Не марнуй життя“» (1990);
- «М. В. Лисенко» (1992).

живопис
- «Синє озеро» (1980);
- «Осінній настрій» (1993);
- «Перший сніг» (1996);
- «Відлига» (1996);
- «Пізня осінь» (1997);
- «Вересневе надвечір'я» (1997);
- «Ранковий туман» (1997);
- «Спекотний вечір» (2001);
- «Святвечір» (2002);
- «Київщина» (2002);
- «Вечірня тиша» (2003);
- «Вечірні промені» (2003).

портрети
- «П. Чубинський» (1998);
- «В. Романчишин» (2002);
- «В. Шлапак» (2002);
- «Син Андрій» (2015).

## Зберігання творів
- Український дім;
- Національний музей медицини України;
- Музей історії Києва;
- Національний історико-етнографічний заповідник «Переяслав»;
- Білоцерківський краєзнавчий музей.